# Philiris angabunga
Philiris angabunga är en fjärilsart som beskrevs av George Thomas Bethune-Baker 1908. Philiris angabunga ingår i släktet Philiris och familjen juvelvingar. Inga underarter finns listade i Catalogue of Life.

## Bildgalleri

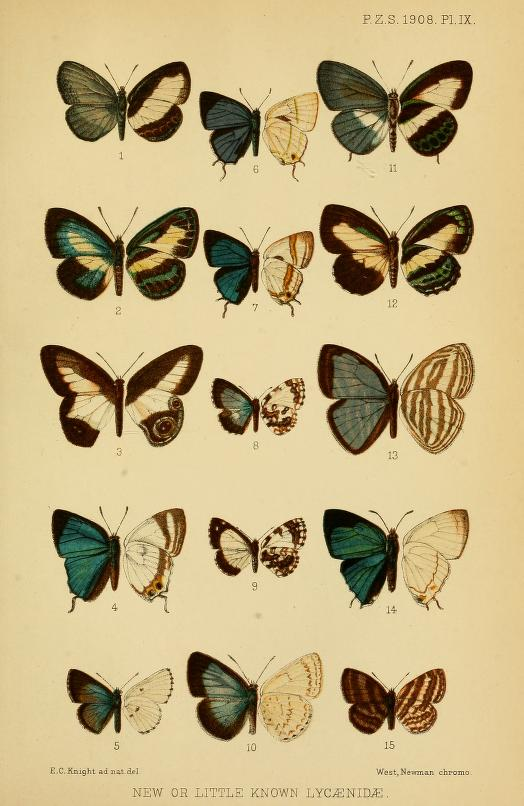